# Calais
Calais je grad i luka koji je smješten na sjeveru Francuske. Nalazi se u departmanu Pas-de-Calais. Broj stanovnika prema popisu iz 1999. bio je 77.333 (procjena u veljači 2004. je 74.800 stanovnika.). Calais se nalazi na najužem dijelu kanala La Manche, Doverskim vratima, najbliže engleskoj luci Dover koji se za vedra dana jasno može vidjeti s obale u Calaisu. Calais se sastoji iz starog dijela grada (Calais-Nord) koji se nalazi na umjetnom otoku okruženom kanalima i lukom, te od novog dijela (St-Pierre) koji se nalazi južno i jugoistočno.

## Povijest
Calais je prije 10. stoljeća bio slabo poznat, uglavnom se spominje kao ribarsko mjesto. Tek su ga u 13. stoljeću knezovi od Boulogne ogradili obrambenim zidom i njegova važnost, što zbog položaja, što zbog blizine Engleske počinje jačati.
Engleski kralj Edvard III., započevši Stogodišnji rat prvi je opsijedao i 1347. osvojio Calais. Edvard III. je zbog jakog otpora stanovnika Calaisa koji su mu pružili prilikom opsade, nakon što ga je osvojio, naredio likvidaciju cjelokupnog stanovništva Calaisa koje već ranije nije izbjeglo pred napadačima. Calais je naselio doseljenicima iz Engleske koji su trebali služiti kao engleski mostobran u Francuskoj.
Zbog svog položaja u blizini Engleske, Calais, nakon engleskog zauzeća, postaje vrlo važna luka i izlaz Engleske na kontinent preko kojeg teče sav uvoz i izvoz Engleske onog doba. Postaje sastavni dio teritorija Engleske kao općina koja je birala svog predstavnika u engleski parlament.
Kraj engleske vladavine u Calaisu dogodio se 7. siječnja 1558. kada ga je francuska vojska predvođena Franjom, vojvodom od Guise, osvojila. Francuska je regiju koja je okruživala Calais nazvala Pays Reconquis (Oslobođena zemlja).
Između 1596. i 1598. Calaisom je vladala Španjolska ali ga je Francuska povratila Sporazumom iz Vervinsa. Tijekom vladavine Napoleona Calais je bio sjedište njegove vojske koja je imala, nikad ostvarenu, namjeru osvajanja Velike Britanije. 
U Prvom svjetskom ratu bio je važna luka za opskrbu britanskih trupa u Francuskoj. U Drugom svjetskom ratu godine 1940. preko njega su se povlačile poražene engleske i francuske trupe. Tijekom rata Calais je bio temeljito razrušen savezničkim bombardiranjima.

## Gospodarstvo
U gospodarskom pogledu Calais je važan zbog svoje luke u koju svakodnevno uplovljavaju trajekti iz Dovera. Nadomak Calaisa nalazi se i ulaz u poznati Eurotunel koji povezuje Englesku i Francusku podmorskom željezničkom vezom.
Calais ima, uz nadasve poznatu luku, razvijenu i kemijsku industriju kao i industriju papira, a blizina luke utjecala je na razvoj tranzita i trgovine jer najveći broj trgovačkih pravaca za Otok prolazi kroz Calais.

## Vanjske poveznice
|  | Portal Francuske: pristup člancima s tematikom o Francuskoj |